# Șomcuta Mare
Șomcuta Mare (węg. Nagysomkút) – miasto w Rumunii, w okręgu Marmarosz. Liczy 7708 mieszkańców (2002).